# Han Hou Shaodi
Liu Hong (劉弘) ou Hou Shaodi (後少帝) (?~-180) fut le quatrième empereur de la dynastie Han de -184 à -180. Il fut démis de ses fonctions et exécuté après la mort de l’impératrice Lü lors de la purge contre le clan Lü auquel il était allié. Il ne lui fut attribué ni nom posthume ni nom de temple, il est donc connu uniquement comme « jeune empereur » Shaodi. Pour le distinguer de son frère et prédécesseur Liu Gong qui fut lui aussi détrôné, il est appelé « jeune empereur suivant » Hou Shaodi, alors que Liu Gong est nommé « jeune empereur précédent » Qian Shaodi.
Il resta durant son court règne sous la coupe de l’impératrice qui lui avait fait épouser la fille de son neveu Lü Chan (呂產), et son avènement ne changea pas la datation qui continua à être exprimée en années du règne entamé par son frère.
Il était certainement fils de l’empereur Huidi et d’une concubine, mais les ministres qui le déposèrent prétendirent que les fils de Huidi étaient tous adoptés de familles plébéiennes, et qu’ils n’avaient donc aucun droit au trône. À l’origine prénommé Shan (山), il fut nommé marquis de Xiangcheng (襄成侯) en -187 puis prince de Hengshan (常山王 ou 恆山王) en -186 à la mort de son frère Lui Buyi (劉不疑), détenteur du titre. Son prénom fut alors changé en Yi (義), probablement à cause d’un tabou interdisant que le caractère de son prénom apparaisse dans son titre. En -184, l’impératrice Lü lui fit prendre la succession de son frère Liu Gong qu’elle avait fait emprisonner et tuer car elle le soupçonnait d’hostilité envers son clan. Le prénom du nouvel empereur fut changé de Yi en Hong (弘).
En -180, il fut déposé en faveur de son oncle Liu Heng et assigné à résidence au service des fournitures du palais par son parent Liu Xingju (劉興居), commandant de la nouvelle garde impériale, puis exécuté.